# Lhota (Netvořice)
Lhota (Duits: Lhota of Lhota bei Networschitz) is een Tsjechische plaats in de gemeente Netvořice, regio Midden-Bohemen, en maakt deel uit van het district Benešov. Het dorp ligt op 2,5 kilometer afstand van Netvořice.
Lhota telt 26 inwoners (2021).

## Geschiedenis
De eerste schriftelijke vermelding van het dorp dateert van 1498.
Tijdens de Tweede Wereldoorlog maakte Lhota deel uit van het oefenterrein van de SS Benešov. Als gevolg daarvan moesten inwoners op 15 september 1942 noodgedwongen hun huizen verlaten. Sinds 1949 is Lhota, samen met Netvořice, volledig ondergebracht bij het district Benešov.

## Verkeer en vervoer

### Autowegen
Er leidt een regionale weg naar het dorp.

### Spoorlijnen
Er is geen station in Lhota. Het dichtstbijzijnde station is in Krhanice, op zo'n negen kilometer afstand. Dat station ligt aan spoorlijn 210 Praag - Vrané nad Vltavou - Čerčany/Dobříš.

### Buslijnen
Er is één bushalte  het dorp:
| Halte                     | Lijn(en) | Traject(en)                                     | Vervoerder(s) |
| ------------------------- | -------- | ----------------------------------------------- | ------------- |
| Netvořice, Lhota, Rozchod | 438 485  | Benešov - Štěchovice Týnec nad Sázavou - Rabyně | CŠAD Benešov  |

### Wandelroutes
- Groen: Jablonná - Lhota - Břežany - Kamenný Přívoz